# Кінгз Роу
«Кінгз Роу» (англ. Kings Row) — американська детективна мелодрама Сема Вуда 1942 року з Робертом Каммінгсом в головній ролі.

## Сюжет

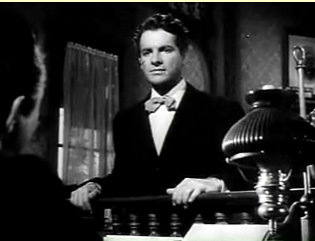
Роберт Каммінгс в ролі Перріса Мітчелла

Початок XX століття. Юні Перріс і Дрейк, що втратили своїх батьків — вірні друзі. Перріс мріє стати доктором і вчиться у батька своєї улюбленої Кессі. Дрейк же планує стати бізнесменом, коли отримає спадщину, а поки гуляє з дівчатами. Вони поступово дорослішають.

## У ролях
- Енн Шерідан — Ренді Монаган
- Роберт Каммінгс — Перріс Мітчелл
- Рональд Рейган — Дрейк Макхью
- Бетті Філд — Кассандра Товер
- Чарльз Коберн — доктор Генрі Гордон
- Клод Рейнс — доктор Олександр Товер
- Джудіт Андерсон — місис Харрієт Гордон
- Ненсі Коулмен — Луїза Гордон
- Карен Верне — Еліза Шандор
- Марія Успенська — мадам фон Ельн
- Гарри Девенпорт — полковник Скефінгтон